# Le Tartre
Le Tartre é uma comuna francesa na região administrativa de Borgonha-Franco-Condado, no departamento Saône-et-Loire. Estende-se por uma área de 3,8 km². Em 2010 a comuna tinha 119 habitantes (densidade: 31,3 hab./km²).